# Аустралијски врчоноша
Аустралијски врчоноша (лат. Cephalotus follicularis) је вишегодишња исенктиворна биљка из рода Cephalotus.

## Опис
Аустралијски врчоноша је мала, нискорастућа зељаста биљка. Вечнозелени листови расту из подземног ризома, једноставни су, и близу су земље. Инсективорни листови су мали и подсећају на врчеве (бокале), одакле и долази домаћи назив
Цваст чини групација малих, хермафродитних, шестоделних цветова који су беж до беле боје.
У хладнијим зимским месецима имају мирујући период који траје од 3 до 4 месеца, изазван падом температуре и осветљености.
Ларве Badisis ambulans, мраволике бескрилне муве, се развијају унутар бокала. Никада нису нађене негде другде.

## Таксономија
Аустралијски врчоноша је напредан розид, што га чини ближим сродником ружа и храстова него других врчноша, као што су врсте из рода Nepenthes. 

## Станиште
Насељава влажна тресетна и песковита станишта, често у близини потока, иако трпи и много сувље услове.

## Распрострањење
Живи на самом југозападу Аустралије: у шуми Кари, јужном делу шуме Џера и у равници Ејр.

## У узгоју
Живе биљке су донесене у Ботаничку башту у Кјуу од стране Филипа Паркера Кинга 1823. године. Једна јединка је цветала 1827. године и обезбедила извор за илустрацију за Кертисов ботанички часопис.
У узгоју има више култивара ('Bananito', 'Clayton's T Rex', 'Donna's Destiny', 'Dudley Watts', 'Jason's Arks', 'Round Leaf Big Daddy', 'Tina's Hallelujah Trumpets'), али су најпознатији 'Eden Black' (рајско-црн) и 'Hummer's Giant' (Хамеров џин). 'Hummer's Giant' је посебан због својих великих бокала, који достижу и до 8 cm. Потиче од Џона Хамера који је добио биљку 1986. године из Аустралије. Као култивар је регистрован 2000. године. 'Eden Black' је узгојен из семена касних осамдесетих од стране Стифена Морлија. Код њега је произвео бокале који су били скоро потпуно црни.